# 宮本一學
宮本一學 （1863年7月—1942年12月11日），日本武藏國（今埼玉縣）人，臺灣日治時期企業家及官員，曾創造台灣最早的公共汽車。

## 生平
宮本一學在文久三年（1863年）和曆七月出生於日本埼玉縣入間郡三芳野地區，為宮本正賢之長男。1887年7月畢業於中央大學法律系，1896年來台，於國語傳習所擔任日語教師。1901年任職於總督府民政部總務局，翌年擔任桃園廳總務局長，辭職後進入《臺南新報》擔任副社長，後擔任該社專務取締役（專務董事）。1919年創立「臺灣自動車株式會社」，1922年備有大小客車行駛市區，是台灣最早的公共汽車。1930年12月擔任台南州協議會員，1936年擔任總督府評議員，1942年因胃腸道疾病在家療養，後又罹患肝癌，遂於12月6日住進臺南病院（今衛生福利部臺南醫院），至11日凌晨5點20分過世。